# خط سكة حديد من تيزي وزو إلى الثنية
خط سكة حديد من تيزي وزو إلى الثنية هو خط سكة حديد يقع ما بين ولاية تيزي وزو وولاية بومرداس.

## التاريخ

### الإنشاء
تم إطلاق مشروع إنشاء محطة قطار وادي عيسي في العام 1987م لربط المنطقة الصناعية عيسات إيدير بشبكة النقل بالسكك الحديدية في الجزائر عبر محطة قطار الثنية.
ولم يأخذ هذا المشروع منحاه الميداني إلا في العام 2002م لتنطلق أشغال الإنجاز الفعلي لهذه المحطة في العام 2004م.
وكان هذا المشروع يهدف إلى إيصال قطار السلع وقطار المسافرين إلى غاية منطقة وادي عيسي على بعد 14 كلم إلى الشرق من مدينة تيزي وزو.
وتم تثبيت سكة الحديد في العام 2010م بعد إنهاء أشغال الجسور والأنفاق، ليتم تدشين محطة قطار وادي عيسي في يوم 28 جوان 2010م.

### الازدواجية
تمم إيقاف استغلال محطة قطار وادي عيسي من أجل ترقية سكة حديدها من مسار فردي إلى مسار مزدوج في شهر أكتوبر 2010م، ثم أعيد تشغيلها قبل أن يتم توقيف استغلالها بتاريخ 15 مارس 2013م.
وتم هذا التحديث ما بين الثنية ووادي عيسي على مسار مزدوج.
وقد ساهمت شركات عديدة بالتقانة والتجربة في تطوير محطة قطار وادي عيسي ومحيطها، عبر مراحل التخطيط والهندسة المدنية المتخصصة وإشارات السكك الحديدية وسكة الحديد المكهربة.

### الكهربة
يُعتبر خط سكة الحديد الذي يعبر محطة قطار وادي عيسي هاما ضمن خطوط السكة الحديدية في الجزائر فيما يتعلق بنقل المسافرين ونقل السلع يوميا.
وقد تم تحويل سكة حديد هذه المحطة إلى سكة حديد مكهربة بجهد كهربائي شدته 25 000 فولط إلى غاية محطة قطار الثنية على مسافة 55 كلم لتصل سرعة القطار الكهربائي إلى 160 كلم\سا ابتداء من العام 2014م.
وقامت شركة الشركة الوطنية للنقل بالسكك الحديدية، مع شركات أخرى مثل تيكسيرا دوارتي ومجموعة حداد وأنفراراي، بتطوير إشارات السكك الحديدية والاتصالات بين القطارات على مستوى هذه المحطة وهذا الخط المكهرب · .

## الخط

### خصائص الخط
يبلغ طول الخط المزدوج 50 كلم، وهو مكهرب بكمون 25 كيلوفولت وتردد 50 هرتز

### محطات الخط
إضافة إلى المحطة الموجودة في وادي عيسي، فإن هذا الخط يتضمن تسع محطات أخرى في: تيزي وزو، بوخالفة، ذراع بن خدة، تادمايت، الناصرية، برج منايل، يسر، سي مصطفى، والثنية.
|  |   |  | محطات القطار          | البلديات    | الربط بالقطار والترامواي                                                                            | الربط بالتيليفيريك |
|  | - |  | --------------------- | ----------- | --------------------------------------------------------------------------------------------------- | ------------------ |
|  | ● |  | محطة قطار وادي عيسي   | وادي عيسي   | • محطة قطار عزازقة                                                                                  |                    |
|  | ● |  | محطة قطار تيزي وزو    | تيزي وزو    | | تيليفيريك تيزي وزو |
|  | ● |  | محطة قطار بوخالفة     | بوخالفة     | |                    |
|  | ● |  | محطة قطار ذراع بن خدة | ذراع بن خدة | • محطة قطار ذراع الميزان                                                                            |                    |
|  | ● |  | محطة قطار تادمايت     | تادمايت     | |                    |
|  | ● |  | محطة قطار الناصرية    | الناصرية    | |                    |
|  | ● |  | محطة قطار برج منايل   | برج منايل   | • محطة قطار دلس                                                                                     |                    |
|  | ● |  | محطة قطار يسر         | يسر         | |                    |
|  | ● |  | محطة قطار سي مصطفى    | سي مصطفى    | |                    |
|  | ● |  | محطة قطار الثنية      | الثنية      | • محطة قطار القصبة • محطة قطار الحراش • محطة قطار الرغاية • محطة قطار البويرة • محطة قطار بني منصور |                    |

## مكتبة الصور

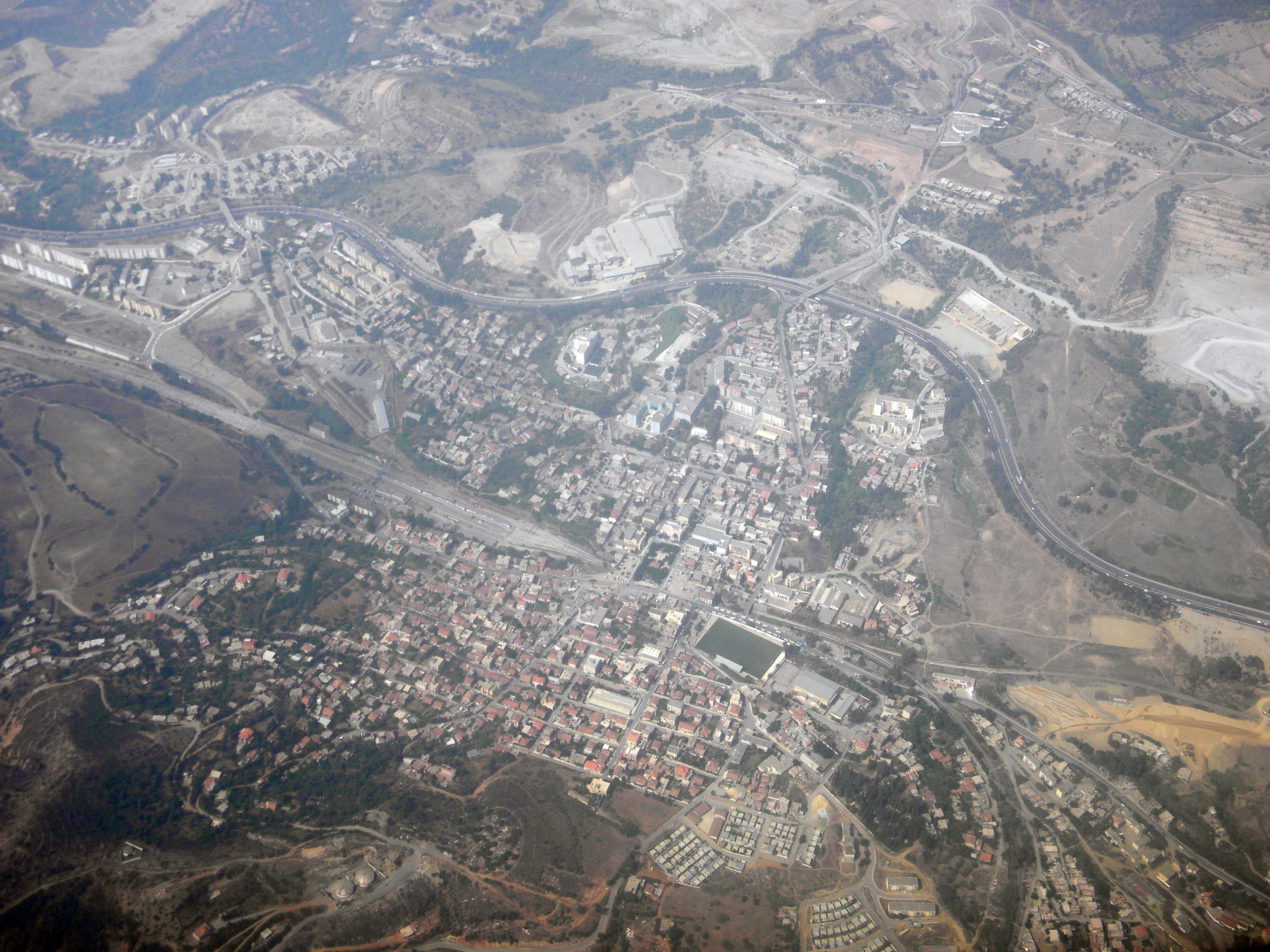
الثنية
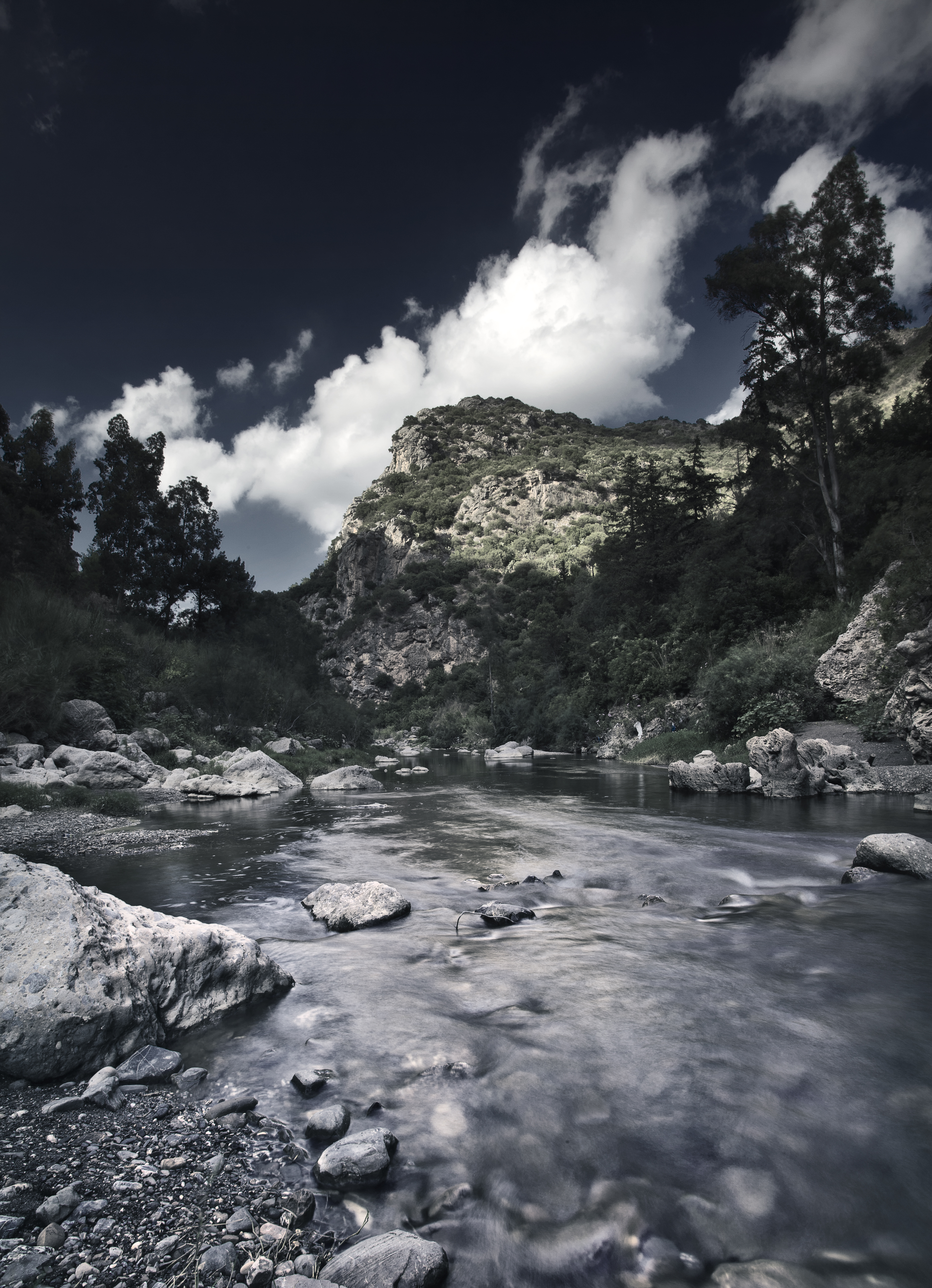
مجرى وادي يسر
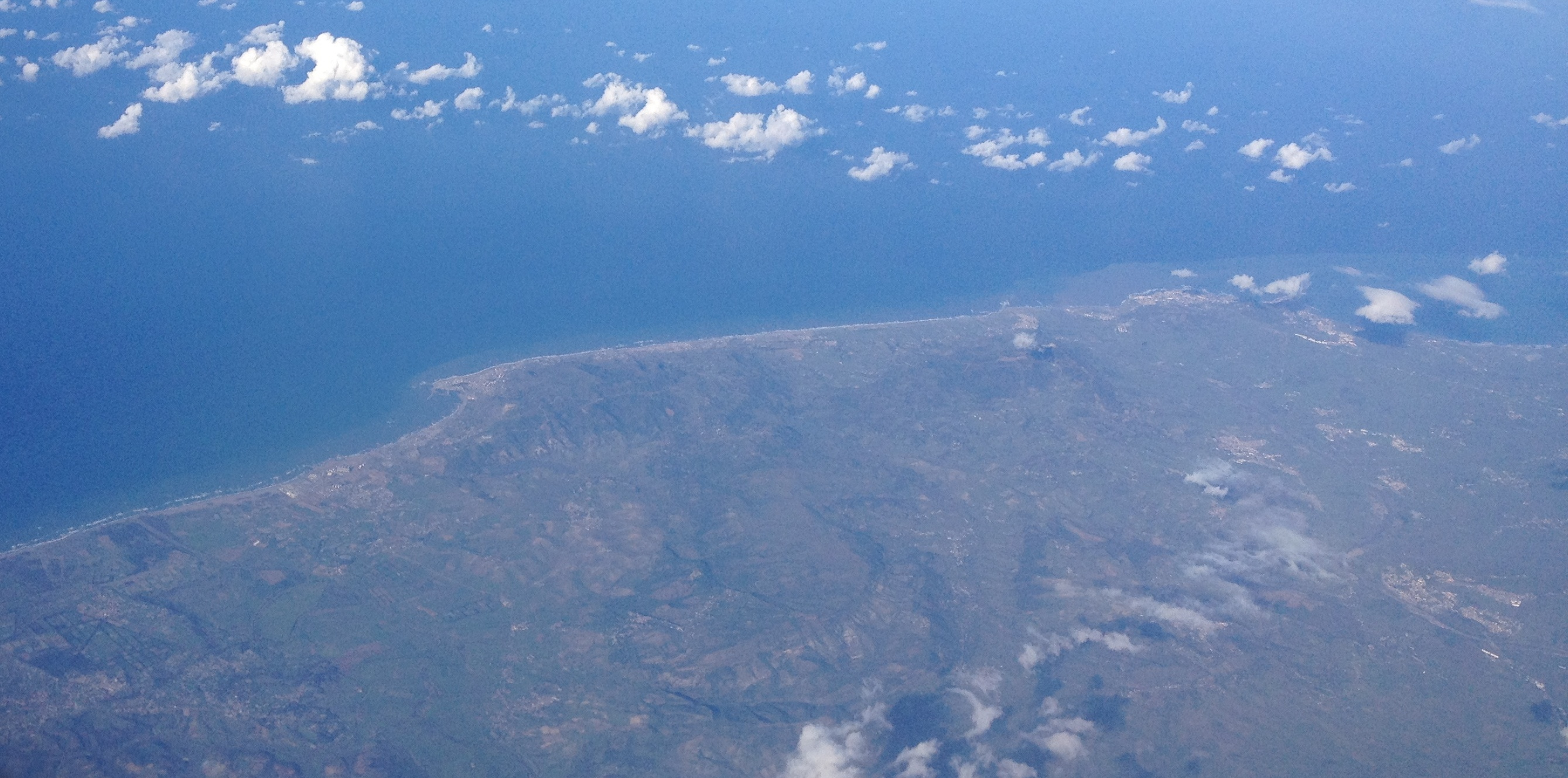
مصب وادي يسر
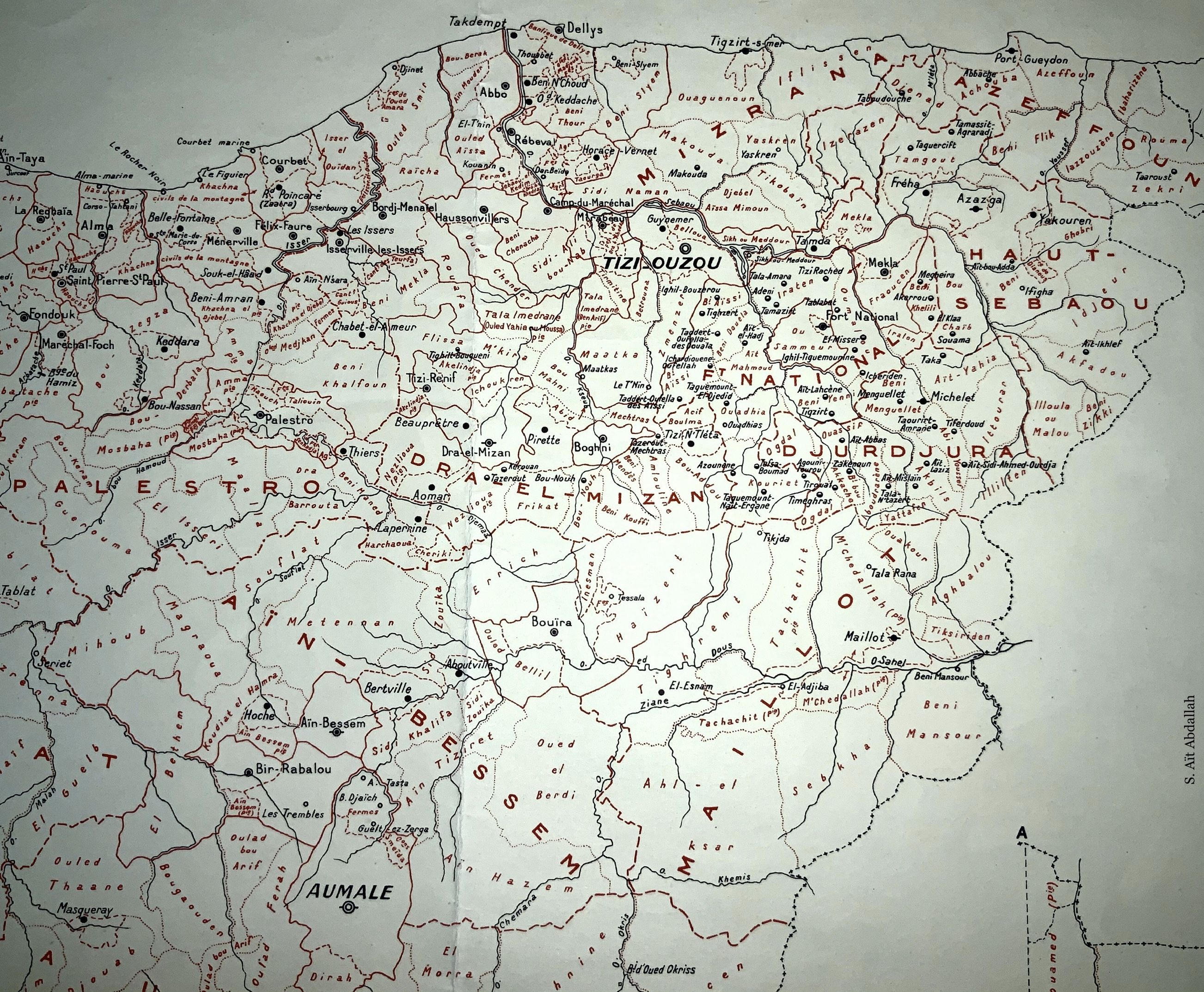
منطقة القبائل
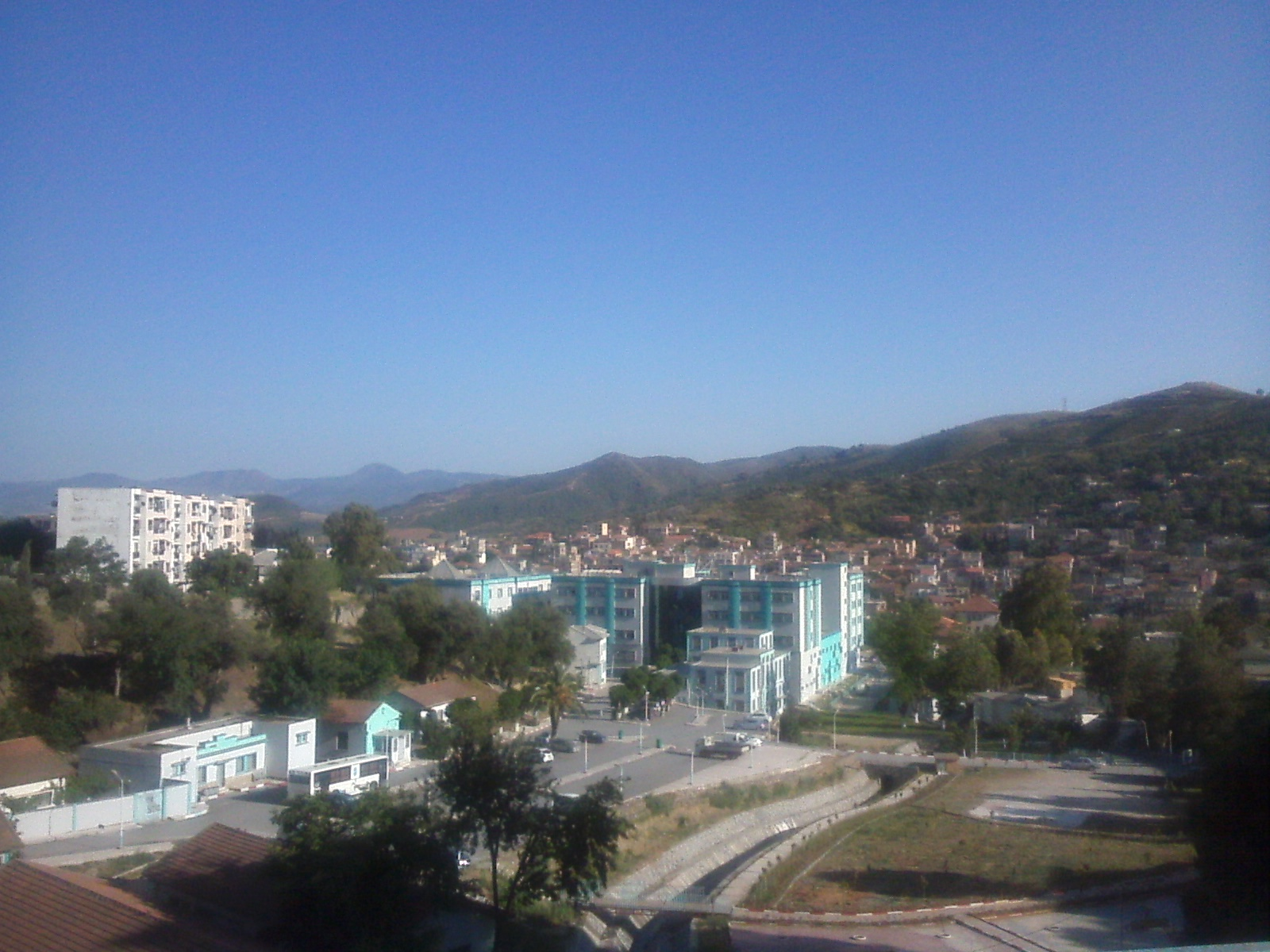
مستشفى الثنية
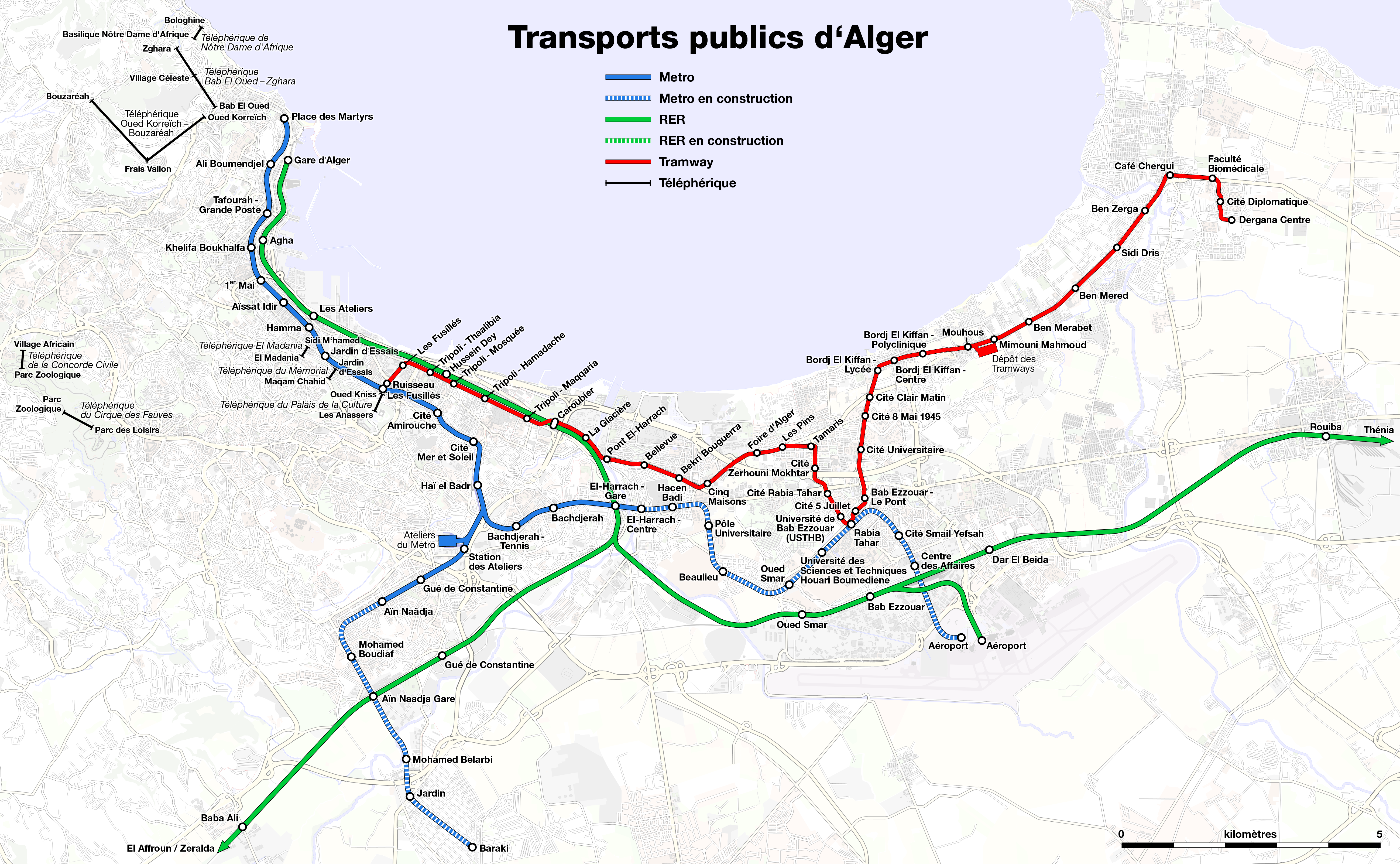
مترو الجزائر وترامواي الجزائر العاصمة
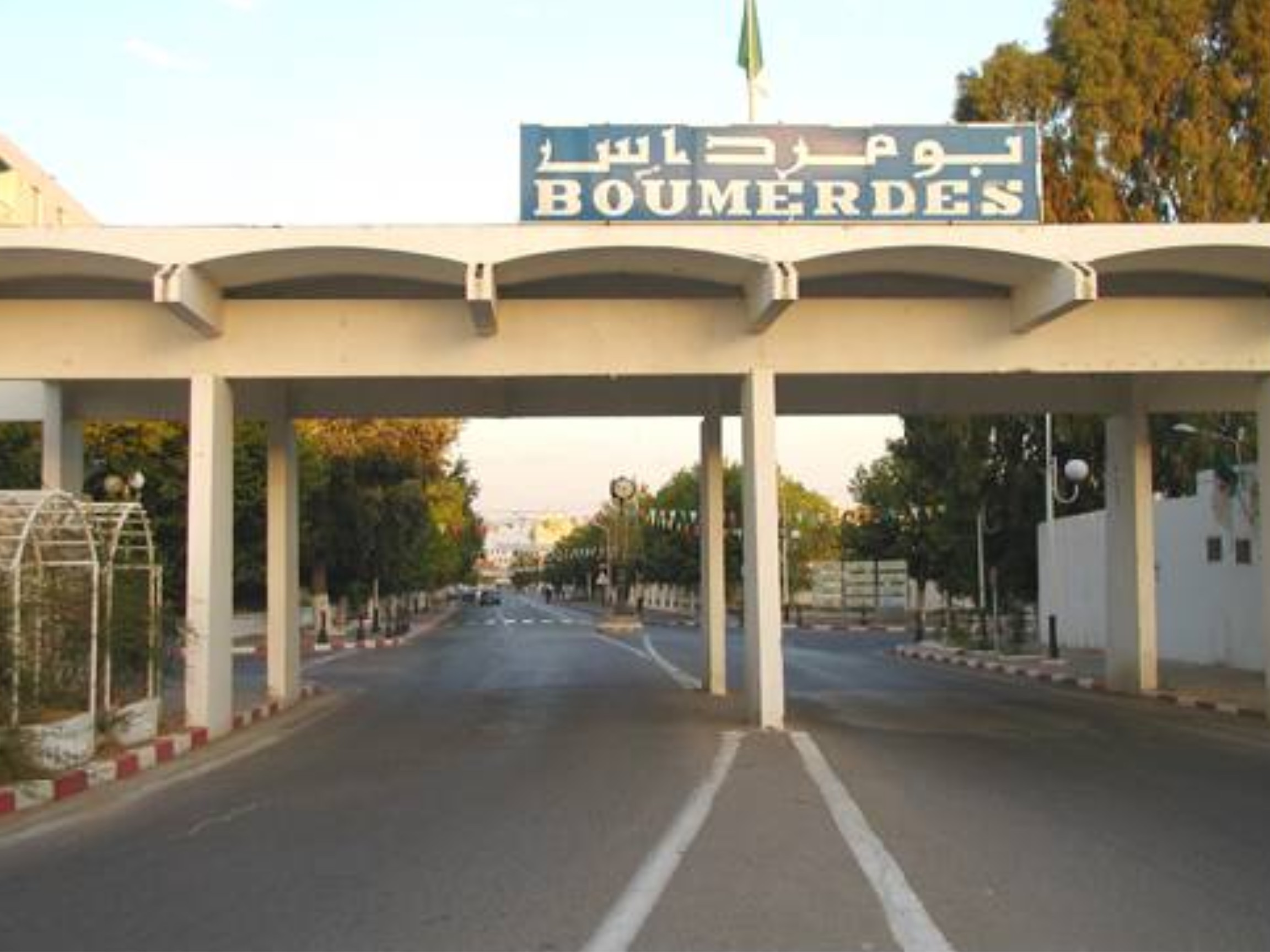
النقل في ولاية بومرداس
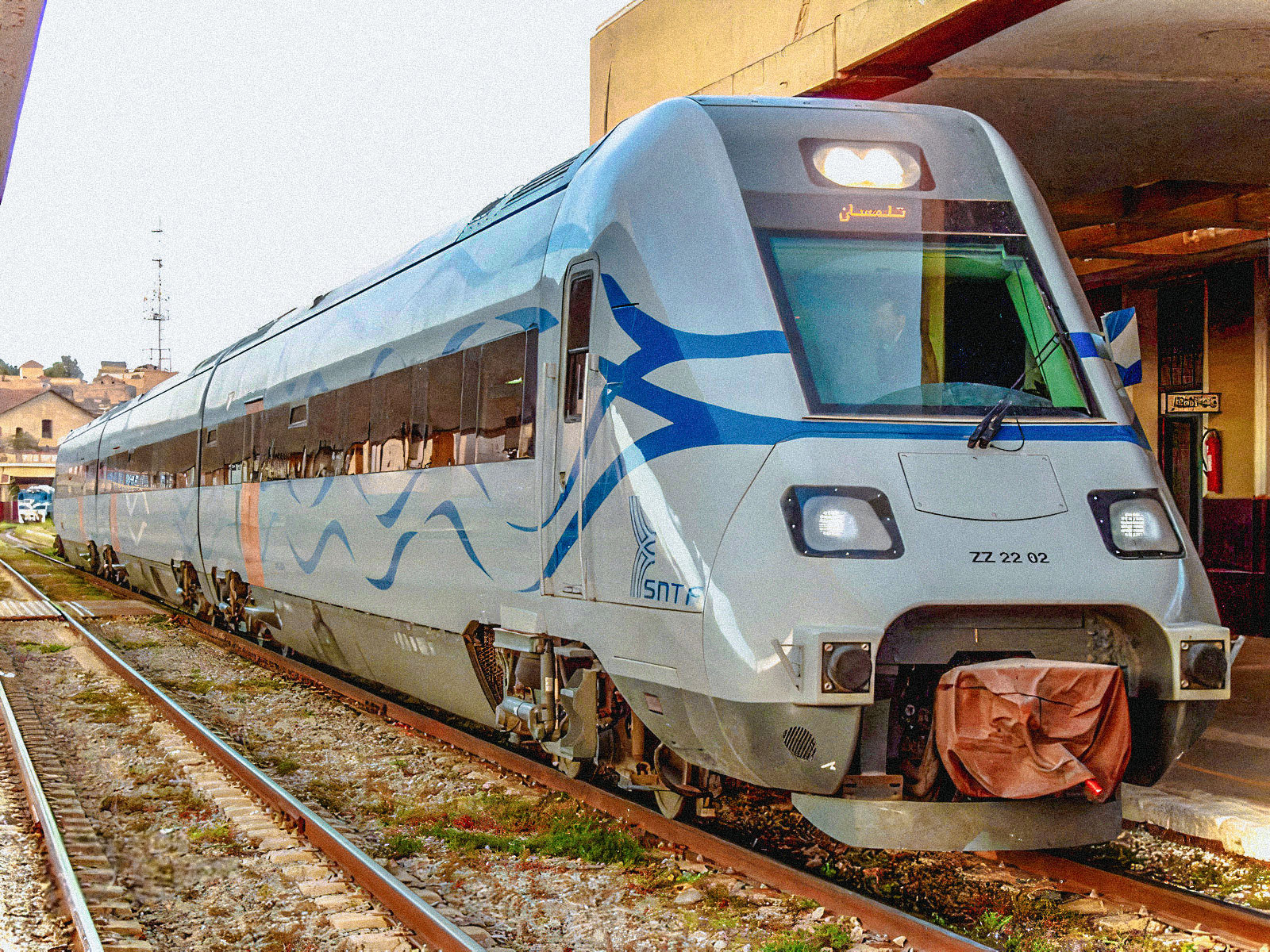
الشركة الوطنية للنقل بالسكك الحديدية
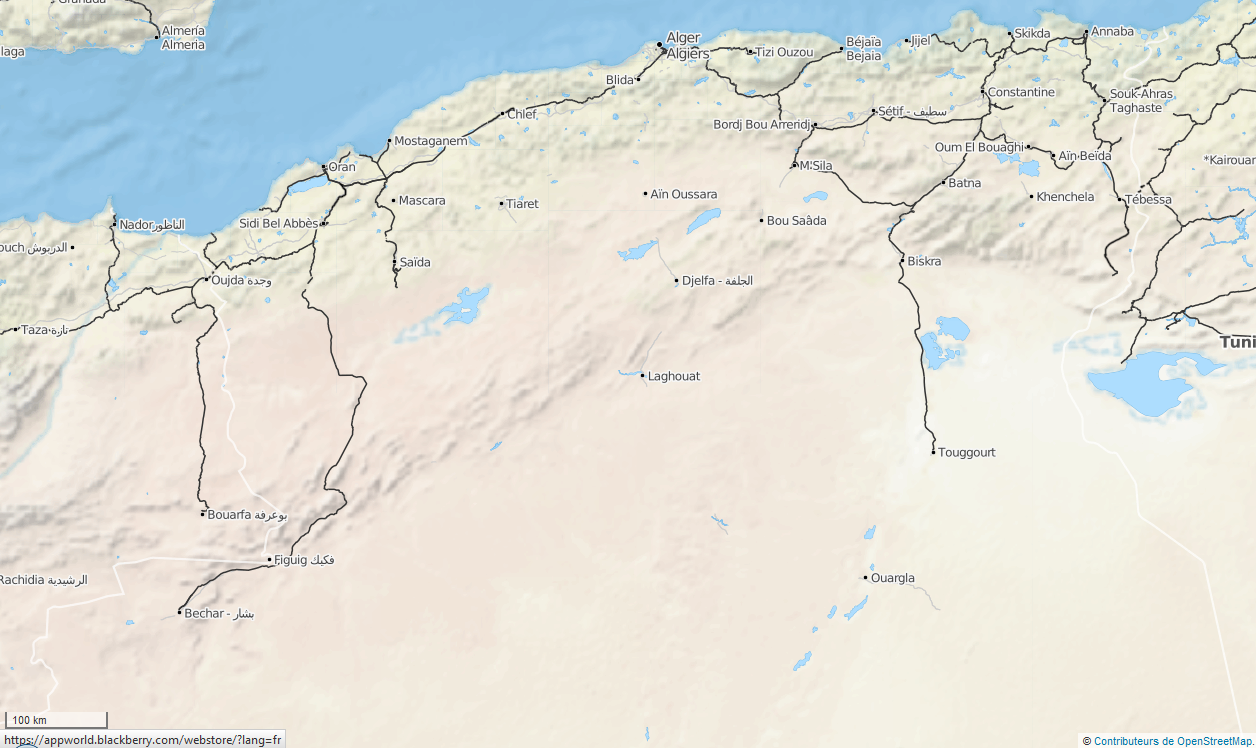
النقل بالسكة الحديدية في الجزائر

### مواضيع ذات صلة
- وزارة النقل الجزائرية
- الشركة الوطنية للنقل بالسكك الحديدية
- النقل في الجزائر
- محطات السكك الحديدية في الجزائر
- النقل بالسكة الحديدية في الجزائر
- تاريخ السكك الحديدية الجزائرية
- قائمة خطوط السكة الحديدية في الجزائر
- الوكالة الوطنية لدراسة ومتابعة إنجاز الاستثمارات في السكك الحديدية
- قائمة محطات القطار في الجزائر
- شركة السكك الحديدية الجزائرية[الفرنسية]
- ولاية تيزي وزو
- ولاية بومرداس

### فيديوهات
- 1- خط السكة الحديدية بين زرالدة وبئر توتة على يوتيوب
- 2- خط السكة الحديدية بين زرالدة وبئر توتة على يوتيوب
- 3- خط السكة الحديدية بين زرالدة وبئر توتة على يوتيوب
- 4- خط السكة الحديدية بين زرالدة وبئر توتة على يوتيوب
- 5- خط السكة الحديدية بين زرالدة وبئر توتة على يوتيوب
- 6- خط السكة الحديدية بين زرالدة وبئر توتة على يوتيوب
- 7- خط السكة الحديدية بين زرالدة وبئر توتة على يوتيوب
- 8- خط السكة الحديدية بين زرالدة وبئر توتة على يوتيوب

### وصلات خارجية
- الموقع الرسمي للشركة الوطنية للنقل بالسكك الحديدية
- الموقع الرسمي لولاية الجزائر